# Saint-Cirq (Dordogne)
Saint-Cirq korábbi község Franciaországban, Dordogne megyében. Lakosainak száma 124 fő (2018. január 1.).
2019. január 1-jén Les Eyzies-de-Tayac-Sireuil és Manaurie korábbi községgel egyesült és az így létrejött Les Eyzies új község része lett.

## Népesség
A település népessége az elmúlt években az alábbi módon változott:
| Lakosok száma | 136  | 117  | 105  | 106  | 112  | 120  | 131  | 129  | 126  | 124  |
|               | 1968 | 1975 | 1982 | 1999 | 2006 | 2011 | 2013 | 2016 | 2017 | 2018 |